# 阮福膺厖
阮福膺厖（越南语：／；1881年—1951年），越南阮朝宗室、官員。

## 家世
阮福膺厖出身阮朝皇室第二正系，祖父是明命帝第三子壽春王阮福綿定，父親是壽春王第四十二子阮福洪游，後過繼給無嗣的弘化郡王阮福綿𡩀，改名阮福洪厚，襲封弘化縣公。

## 生平
嗣德三十四年（1881年），阮福膺厖在順化出生。成泰元年（1889年），隨父親過繼至弘化公房，並改今名。維新三年（1909年），襲封弘化縣侯（越南语：／）。維新五年（1911年），任奉護正使。啟定二年（1917年），任禮部參佐。啟定四年（1919年），升禮部侍郎。啟定七年（1922年），升署兵部參知，兼護城兵馬副使。次年（1923年）正月，实授兵部参知。保大元年（1926年），改任兼攝尊人府左尊正一職。保大四年（1929年），升平順巡撫。次年（1930年），升平富總督。保大八年（1933年）正月，升兼攝尊人府務大臣。保大十年（1935年）正月，以協佐大學士銜致事。
保大七年（1932年），阮福膺厖加入安南佛學會，致事後致力於發展越南中圻佛教事務。
1951年12月7日（陰曆十一月初九日），阮福膺厖在順化家中去世，壽七十一歲。

## 外部鏈接
- Về vị Chánh Hội trưởng An Nam Phật học hội: Hiệp tá Đại học sĩ Ưng Bàng (TS. Trần Văn Dũng) （页面存档备份，存于）